# Kalvtjärnet
Kalvtjärnet är en sjö i Eda kommun i Värmland och ingår i Göta älvs huvudavrinningsområde. Sjön har en area på 0,14 kvadratkilometer och ligger 126,6 meter över havet.

## Delavrinningsområde
Kalvtjärnet ingår i det delavrinningsområde (663918-131077) som SMHI kallar för Inloppet i Fjällsjön. Medelhöjden är 153 meter över havet och ytan är 36,23 kvadratkilometer. Det finns inga avrinningsområden uppströms utan avrinningsområdet är högsta punkten. Dalsälven som avvattnar avrinningsområdet har biflödesordning 3, vilket innebär att vattnet flödar genom totalt 3 vattendrag innan det når havet efter 291 kilometer. Avrinningsområdet består mestadels av skog (79 procent). Avrinningsområdet har 1,4 kvadratkilometer vattenytor vilket ger det en sjöprocent på 3,9 procent.